# Malukah
Malukah, vlastním jménem Judith de los Santos, je mexická zpěvačka a skladatelka, žijící a působící v Monterrey, Mexiko.
Narodila se v Monterrey v Mexiku, na klavír hrála už jako 8letá, později vyzkoušela též bicí a kytaru. Hudba ji zaujala natolik, že nakonec na hudební univerzitě Berklee obdržela dva tituly v oborech hudební produkce a filmová hudba.

## Kariéra
Poměrně neznámá hudebnice se dostala do povědomí širší veřejnosti na konci roku 2011 po zveřejnění své coververze skladby "The Dragonborn Comes" pro počítačovou hru The Elder Scrolls V: Skyrim na vlastním kanálu serveru Youtube. Video se v krátké době stalo virálním a na youtube měla v dubnu 2015 více než 14 miliónů zhlédnutí.
Po tomto průlomu obdržela nabídky pro další projekty, většinou v oblasti počítačových a konzolových her.
Práce na herní sérii Mass Effect jí pak definitivně upevnila pozici v zábavním průmyslu videoher.
Byla přizvána vytvořit podkladové písně pro hru Call of Duty: Black Ops II z roku 2012.
Následně komponovala v roce 2013 i pro hru The Banner Saga a pro hru na rok 2014 Elder Scrolls Online, včetně vytvoření cameo postavy na základě renderingu její tváře.
Zatím posledním velkým projektem je spolupráce s Jeremy Soulem a orchestrem na hře The Northerner.

## Diskografie
- All of the Above (2006, vlastní vydání)
- The Dragonborn Comes (2017, vlastní vydání)
- I Follow the Moon (2019, vlastní vydání)